# Tóth András (fogorvos)
Tóth András (Szil, 1918. január 26. – Keszthely, 1982. november 19.) fogszakorvos.

## Pályafutása
1954-től Hévízen dolgozott az Állami Gyógyfürdőkórházban. Kezdeményezésére létesült az első magyarországi szájfürdő Hévízen. Orvostörténeti, helytörténeti és művészettörténeti publikációi is voltak.

## Publikációi
- Tóth András: A fogágybetegségek kezelése gyógyvizekkel. Budapest: Medicina. 1961.